# Sirqus Alfon
Sirqus Alfon är en musikteatergrupp, med ursprung i Norrköping. Gruppen grundades 1997 och cirkus, eldkonst, teater och musik är huvudingredienser. 
Efter många års experimenterande på Europas gator tog de 2004 ut en föreställning på turné i Tyskland med hjälp av en agentur i Berlin. De har sedan dess turnerat i Europa, Sydamerika, USA, Mellanöstern och Kina. Under sex års tid har de arbetat med Riksteatern och samarbetat med Cirkus Cirkör. 
2007 blev de en del av Loco Motion's artister. De har synts i SVT:s P3 Guldgala 2009 där de presenterade kategorin årets låt. De uppträdde och delade även ut pris på Dataspelsgalan 2009 för "Årets social game".
Loco Motion och Riksteatern startade 2009 ett samarbete för att tillsammans ta Sirqus Alfon till Edinburgh Festival Fringe. År 2010 blev Sirqus Alfon utvalda att representera svensk kultur med sin nya show Spirit Of Innovation på den svenska paviljongen i Shanghai under Expo 2010. Deras kommande produktion Sirqus Alfon TV sker i samproduktion med Riksteatern och Kulturrådet och har premiär i september.
2012 var Sirqus Alfon en av mellanakterna i  Melodifestivalen där de i den tredje deltävlingen tolkade Silverland av Roger Pontare.

## Föreställningar
Sirqus Alfon har turnerat med en rad föreställningar, flera av föreställningarna har producerats i samarbete med andra grupper. Ett urval av Sirqus Alfon's föreställningar: 
- - 2013 This is Sirqus Alfon
- - 2011 Sirqus Alfon TV
- - 2010 Spirit Of Innovation
- - 2009 Julotrash
- - 2009 Eurotrash - The Upgrade
- - 2008 Eurotrash
- - 2007 Just another summer
- - 2007 JAM Allstars
- - 2006 Millenium
- - 2005 Sirqus Alfon

## Diskografi

### CD
- 2007 - Millenium trax
- 2006 - Crazy Leg
- 2004 - Greatest Hits
- 2003 - Party Machines

### DVD
- 2008 – Eurotrash
- 2007 – Millenium DVD